# Carnew
Carnew is een plaats in het Ierse graafschap Wicklow. De plaats telt 809 inwoners.